# 火星田マチ子
『火星田マチ子』（かせいだマチこ）は、吉田戦車によるギャグ漫画作品、およびその主人公の名前。

## 概要
恋を学ぶために地球にやってきた火星田マチ子とそれを取り巻く人々を描いたギャグ漫画。1990年代の前半頃『コミックバーガー』（スコラ）で連載されていた。火星田マチ子は作品『戦え!軍人くん』に登場したサブキャラクターであったが、本作で独立した作品として描かれた。

## 主要な登場人物
火星田マチ子
主人公。15歳の火星人の女の子で、赤いリボンが特徴。恋を学びに火星から日本にやってきたが、彼女の行動は行く先々で災難を起こす。歌が得意で自作して唄う他、演歌歌手に弟子入りしたりレコード会社からデビューしたりしている。人間に変身するときはスレンダーなおかっぱ頭の美人になる。
火星田ジュン
マチ子の父親。40歳の火星人男性。口ひげと縮れた頭髪が特徴。娘に人を愛することを教えるため火星から日本にマチ子を連れてきた。非常に臆病な小心者であり、よく泣く。また痴漢が趣味の変態であり、その事で度々マチ子から殴られている。妻の英子とは別居状態である。
十郎
マチ子のペットの火星カバ。火星人のような触手を持つが頭部がカバである。話すことはできず、「むふー」とだけ言う。大人しい性格でらっきょうが苦手。
亀
マチ子のペットの亀。普通の亀。
火星戸フキ子
マチ子の幼馴染で親友の火星人の女の子。ショート・ボブの髪型に赤白縞模様の大きな櫛を挿している。やや陰気で嫉妬深く、地球で恋愛を謳歌しているマチ子を妬んでいる。一方で性格は素直でもあり、マチ子への意地悪が逆に喜ばせる結果になって戸惑ったり、マチ子の嘘に簡単に騙されたりしている。
増造
フキ子の父親。会社を経営している。かつて近所に住んでいた縁で火星田親子と顔見知りであり、ジュンと仲がいい。またジュンよりは年下らしい。触手の2本の筋肉が発達しており、人間に変身する際にも筋肉質な肉体になる。
ユカリ
マチ子の親友の地球人の女の子。
なま彦
火星田親子の近所に住む会社員の地球人男性。初回から3話までマチ子の恋の相手として登場した。
健作
マチ子のクラスメート、7話から登場して以降マチ子の主要なボーイフレンドになる。マチ子からの一方的な好意により多大な迷惑を蒙るが、次第に恋人としての仲を深めていくことになる。
握寿司守
マチ子のクラスメートで健作君の親友。顔面を縦断している「人」形の生傷（単なる模様か?作品の枠を越えて「握寿司」姓の人物に共通）がトレードマーク。野蛮な性格だが天才的な発明少年であり、マチ子とは健作君を巡ってたびたび対立する。
英子
マチ子の母親、夫と娘を捨てて家を出て行った。頭部に巻いたスカーフが特徴。連載では回想でのみに登場したが、単行本に収録された書下ろし小説ではマチ子と一緒に地球を歩く描写がある。